# 第8站 (電影)
《第8站》（英語：Before Dawn），是一部1984年上映的香港時裝電影，由唐菁監製，其妻陳方編劇，霍耀良執導，葉德嫻、王書麒等主演。片名「第8站」意指九廣鐵路九龍塘站一帶的性交易活動。劇情圍繞中學生莫家寶的經歷發展，他嫌棄母親以賣淫維生，自己卻與同性戀男妓集團糾纏不清，陷入險境，同時又愛上了偽裝富家千金的鄰校女生。
本片因其叙事與剪接質量，及對男同性戀者的負面描寫而為人詬病。主角葉德嫻亦對此作甚不滿意。

## 片名
片名「第8站」（第八站）是指九廣鐵路（今東鐵綫）的九龍塘站，因該站是該鐵路的英段（香港段）從羅湖站一端數起的第8個車站。同時地下鐵路修正早期系統中（即中環至觀塘），無論是從中環站或觀塘站出發，九龍塘站皆為第8個車站（包含起點車站）。九龍塘一帶既為高尚住宅區，但也有不少時鐘酒店，為性交易活動的熱門地點，「第8站」這個俗稱亦引申為對該些場所的暗示。
巧合的是，本片演員劉丹於1982年與朋友合資在九龍塘開設了一間餐廳，也命名為「第八站」。

## 故事大綱
中學生莫家寶（王書麒飾）生於單親家庭，因嫌棄母親莫笑（葉德嫻飾）以賣淫維生，經常與她發生衝突。家寶因朋友蝴蝶仔而與同性戀男妓圈子接觸，成為男妓鳳官的單戀對象。鳳官經常纏擾家寶，遭到家寶辱罵。鳳官對家寶的痴戀引起了其恩客——警官江爺（劉丹飾）的不滿。
家寶暗戀鄰校女生Margaret（李麗珍飾），卻發現Margaret是偽裝富家千金的窮人，家庭環境比自己更惡劣，但兩人仍然成為互相關懷的好友，並準備發展為情侶。另一方面，家寶的好友王天祥（歐陽耀泉飾）邂逅不良少女Pat（劉美君飾），並發生了關係。
蝴蝶仔向家寶求救，表示心理變態的江爺挾持住鳳官，要求家寶前往他家，不忍心的家寶答允赴會，並接受了江爺進行性交易的要求。獲釋的鳳官非但沒有感激家寶，反而痛恨家寶賣身之舉，聲稱要向其母親及女友揭發這醜事，家寶盛怒中用刀刺傷了鳳官。後來鳳官終被江爺虐殺，男妓集團首腦白老闆拿出當時家寶刺傷鳳官的小刀，協助江爺嫁禍予家寶。莫笑前往保釋被捕的家寶，兩人因家寶疑是殺人兇手及同性戀者的閒言閒語而鬧翻，家寶憤而出走，失去兒子的莫笑憶起過往被欺騙感情，獨力撫養兒子，淪為妓女的經歷，萬念俱灰而自我了結。不能自拔的江爺再次試圖虐殺男妓，終被揭發，吞槍自殺。家寶獲證清白，但母親已不在人世。

## 演員表
| 演員     | 角色       | 簡介／備註 |
| -------- | ---------- | --- |
| 王書麒   | 莫家寶     | 中學生，妓女莫笑之子，非常嫌棄母親賣淫維生。後捲入男同性戀者之間的性交易及命案。                                                                                               |
| 葉德嫻   | 莫笑       | 單親母親，莫家寶之母，高檔妓女，欲隆胸爭取生意。終因兒子捲入同性戀命案而自殺。據說此角色有「露點」（露出乳頭）演出。                                                           |
| 李麗珍   | Margaret   | 莫家寶暗戀的鄰校女學生，合唱團成員，假裝家境富裕的高材生，其實家庭環境很差。被家寶誤以為住在九龍塘的豪宅，實則是為豪宅內的兒童補習。但家寶得知其真正家境後，兩人反而互相關懷。 |
| 谷峰     | Margaret父 | Margaret父親，酗酒及好色。 |
| 梁珊     | Margaret母 | Margaret母親，無法謀生的傷殘人士，因擔心丈夫對女兒心懷不軌而非常神經質。 |
| 陳國光   | 蝴蝶仔     | 莫家寶的朋友，在同性戀男妓集團的酒吧工作，因而使家寶認識了男妓。 |
| 黎偉強   | 鳳官       | 年青的同性戀男妓，對莫家寶又愛又恨。後來被客人江爺殺害。 |
| 劉丹     | 江爺       | 心理變態的男同性戀者，常光顧男妓，任職高級警官。最後其虐殺男妓的行為被揭發，吞槍自殺。                                                                                         |
| 石燕子   | 白老闆     | 男妓集團的老闆。 |
| 朱承彩   | 靜音       | 莫笑的前輩，豔舞女郎出身。經營一間餐廳，實為莫笑介紹客人的淫媒。 |
| 林立三   |            | 莫笑過去的其中一位男朋友，因嫌棄莫家寶而與莫笑分手。 |
| 歐陽耀泉 | 王天祥     | 莫家寶的同學兼好友，兩人一起在超市兼職。 |
| 劉美君   | Pat        | 居於保良局的不良少女，在超市高買時邂逅王天祥，並與他發生了關係。後發現懷有身孕而向天祥借錢墮胎，最終還是打消了墮胎念頭，約定誕下嬰兒後再與天祥見面。                           |

## 製作
本片投資者為資深演員唐菁及其妻陳方，唐菁曾稱本欲自任導演，但因事忙而交由他人負責，但他仍親自任監製一職。於無綫電視任職編劇的陳方則負責本片編劇。導演霍耀良也出身於無綫電視，這是他的第四部電影作品。
而據主演的葉德嫻當時透露，她是受導演霍耀良之邀參演，並因認同霍耀良的熱誠而願意收取較低片酬。然而，拍攝期間投資者削減資金，剪接階段投資者又過度干預，堅持保留商業元素及原有劇本過多的枝節，霍耀良顯得權力不足。上映版本被葉德嫻認為質素很差。但她並沒有提及唐菁及陳方，或其他投資者的名字。亦有傳聞是霍耀良在拍攝仍未完成時已憤而離開劇組，他與陳方鬧翻，上映版本是由他人代為刪剪及補拍。
本片在宣傳上強調與1981年電影《忌廉溝鮮奶》的相似性，兩者皆由陳方編劇，及由葉德嫻飾演年長妓女（見選角一節）。

### 選角
《忌廉溝鮮奶》一片涉及葉德嫻飾演的年長妓女與女兒的親子關係，葉德嫻因該角色獲得第19屆金馬獎最佳女配角。而本片中葉德嫻再度飾演年長妓女，主題亦為她與兒子的親子關係。這種年長妓女角色是葉德嫻在1980年代常見的銀幕形象之一，其餘類似作品有《法外情》系列等。
另一演員谷峰亦連續於第19屆及第20屆金馬獎奪得最佳男配角 ，獲獎後（即本片上映的前一年）他與服務多年的邵氏兄弟公司改簽了部頭合約，增加自行接洽工作的自由度。
年青演員方面，據童星出身的王書麒自述，本片為其電影演出處女作，當時他仍是無綫電視旗下藝人。李麗珍則是拍攝廣告出身，當時是自由身藝人，據她憶述當時麥當雄的公司與五洲景龍電影公司同時向她招手，她同時接拍了兩者的電影，前者即為較早上映的《停不了的愛》，而後者則是本片，兩片是為她首兩部電影作品。劉美君則於霍耀良前作《毀滅號地車》擔任女主角，形象也是未婚懷孕的少女。
無獨有偶，本片的三位女演員李麗珍、劉美君、葉德嫻，後來分別於1999年、2008年、2011年奪得金馬獎最佳女主角。

## 發行
本片於1984年5月24至6月1日在香港上映共9天（未包括先行放映的午夜場），票房為3,781,395港元。投資者兼監製唐菁曾表示午夜場反應理想。
泰盛影視市場推廣公司曾推出美國版錄影帶，被評為英文字幕粗劣。

## 評價
《電影雙周刊》當時的〈新片評介〉欄目認為片中的母子感情令人想起1979年意大利電影《迷情逆戀》，以及對男同性戀的描寫非常大膽。然而，上映後的影評偏向負面。
本片後來被一些影評人視為「爛片」，自問已盡力演出的葉德嫻亦有此看法，這成為一部她不願提起的作品。葉德嫻認為故事保留了太多枝節，外籍影評人John Charles也有相同看法，他亦指出當中的剝削電影（Exploitation）元素，也加劇了觀眾注意力被分散的問題。影評人林離當年的評論亦提及「剝削」概念，他指出陳方前作《忌廉溝鮮奶》已是通過渲染「社會寫實文藝片」風格進行「剝削」，而本片更為變本加厲。林離又認為本片顯出頑固保守的道德主義，情節過於煽情，人物行為過火，不連貫及不合理，難以令觀眾產生同情之心；他指出雖然傳聞編劇陳方與導演霍耀良鬧翻，但其實兩人舊作都向有煽情作風，而且霍耀良一向注重畫面美感而缺乏自己的道德觀點，他對陳方劇本的處理不及《忌》的導演單慧珠。林離又以同樣涉及邊緣青年題材的《靚妹仔》及《停不了的愛》，與本片進行比較；《靚》作為成功之作，同為麥當雄班底的《停》在上映宣傳時被視為其延續，情況跟《忌》與本片的關係相似，《停》因前作的盛名所累反遭低估，但林離認為麥當雄團隊實際是有所進步，而本片則遜於《忌》。葉德嫻的投入演出則受到John Charles及林離的肯定。
《電影雙周刊》1996年一個對香港同性戀電影的專題探討中，文化評論人邁克談及1980年代香港社會常將同性戀與愛滋病相提並論，對同性戀產生偏見，這氛圍影響到電影界，本片是他列舉的該年代電影之一，他以「氣壓低，空氣混濁」比喻對該些同性戀描述的感覺。而該刊在上映的1984年（見上）及1988年的影評中，均曾批評本片對於同性戀的描述，如稱之為「離哂大譜」，「將同性戀者等同嗜血、人妖、虐待狂、吸毒者」，「過於渲染和誇張，甚至醜化」。

## 備註
1. 1 2  按電影片頭名單。
2. ↑  關於片名，雖然當時及後世文獻多記作「第八站」（中文數字），但電影片頭及宣傳海報中片名為「第8站」（阿拉伯數字）。《電影雙周刊》則在〈新片評介〉中寫作「第八站」，〈首輪華語片片目〉中寫作「第8站」。英語世界對本片的記述，有誤將中文片名當成「第8點」的情況，粵語及國語拼音分別記作「Dai 8 dim」及「Di 8 dian」，在外藉影評人John Charles的著作（他亦誤以為片名為「Eighth Hour」之意）[4]，及IMDB均出現這種錯誤。
3. ↑  經過上水站、粉嶺站、舊大埔墟站、大學站、馬場站（火炭站當時施工中，1985年啟用）和沙田站（上映時由於大圍站仍然是臨時車站，因此不包含在內）
4. ↑  1980年香港發生了轟動一時的麥樂倫案，英籍警官麥樂倫被指意圖侵犯同性青年，後於宿舍中槍身亡。
5. ↑  不肯定有多少投資者，沒有文獻提及出品人陳久昌。
6. ↑  編劇陳方與導演霍耀良在無綫電視時期，至少曾於劇集《抉擇》的製作中共事。本片是兩人從事電影幕後工作後的第二次合作，首作為1982年上映的《越南仔》。
7. 1 2  在無綫電視時期，陳方為劇集《獵鷹》的編審，葉德嫻於該劇飾演的母親角色亦聞名。雖然在兩個名作中有所交集，但葉德嫻在專訪中並未提及認識陳方，反而提及了因演出《輪流傳》等劇而認識霍耀良。
8. ↑  另一年青演員歐陽耀泉（即歐陽震華）亦是無綫電視藝員。
9. ↑  但本片的製作資料中並無五洲景龍電影公司，未知箇中關係。
10. ↑  《停不了的愛》與本片為年輕演員李麗珍最初兩部電影作品，見選角一節。
11. ↑  當時本片的宣傳廣告中節錄了一些正面影評[11]。而在《電影雙周刊》中，談及本片的影評則不多，按該刊自己出版的索引及香港城市大學圖書館的粵語電影資料庫[3]，就只有此三篇。

## 外部連結
- 香港影庫上《第8站》的資料（繁體中文）
- 互联网电影数据库（IMDb）上《第8站》的资料（英文）
- 豆瓣电影上《第8站》的資料 （简体中文）